# Mearnsia picina
Mearnsia picina е вид птица от семейство Бързолетови (Apodidae). Видът е почти застрашен от изчезване.

## Разпространение
Видът е разпространен във Филипините.